# 大棋子豆
大棋子豆（学名：Archidendron eberhardtii）为豆科猴耳环属下的一个种。